# Ippon Technologies
Ippon Technologies — французская компания, основанная 19 апреля 2002 года Стефаном Номисом. Специализируется на стратегическом консалтинге и модернизации технологий для компаний.

## История
Компания Ippon Technologies была основана в 2002 году Стефаном Номисом — бывшим профессиональным дзюдоистом, который перешёл в сферу информационных технологий. В 2006 году было открыто подразделение Ippon Nantes, а в 2011 году — Ippon Bordeaux.
В 2013 году компания Ippon выпустила JHipster — бесплатный конструктор приложений с открытым исходным кодом. В 2014 году было объявлено о строительстве офиса Ippon Technologies в США, а в 2015 году было открыто подразделение Ippon Washington DC.
В 2016 году компания Ippon Technologies объявила о сборе денежных средств в размере 500000 евро. В то же время были открыты отели Ippon Melbourne и Ippon Lyon. В 2017 году был создан фонд Fondation Ippon.
В 2018 году компания Ippon начала свою деятельность в Тулузе. В 2019 году было открыто подразделение Ippon Lille, а в 2020 году был открыт отель Ippon Marseille.
На момент 2022 года компания насчитывала 700 сотрудников по всему миру.